# 崔洋一
崔洋一（： Choe Yang-il、日语：／ Sai Yōichi，1949年7月6日—2022年11月27日），韓國籍日本電影導演、劇作家、演員，身兼日本電影導演協會理事長及寶塚造形藝術大學教授。
出生于日本长野县佐久市。父亲是朝鲜人，母亲是日本人。崔少年时就读于东京的朝鲜人学校。高中毕业后以照明助手身份踏入电影圈。先后师从大岛渚、若松孝二、后藤幸一等著名导演，曾担当过大岛渚影片《感官世界》的副导演。1983年推出处女作影片《十楼的蚊子》，并藉此获得了「每日竞赛」的新人奖和横滨电影节新人奖。2005年以《血與骨》（2004年電影、北野武主演）獲得第28屆日本學院賞最優秀導演獎及最優秀劇本獎。
2022年11月27日，崔洋一因膀胱癌在東京家中逝世，終年73歲。